# Kaïn die van nergens kwam
Kaïn die van nergens kwam is een hoorspel van Charles Pascarel. Caïn de nulle part, uitgezonden door France Culture, werd op 31 maart 1969 door de Hessischer Rundfunk uitgezonden onder de titel Kain kehrt zurück. Jef Geeraerts vertaalde het en de BRT zond het uit op zondag 18 oktober 1970. De regisseur was Jos Joos. De uitzending duurde 65 minuten.

## Rolbezetting
- Alex Wilequet (Kaïn)
- Ward de Ravet (vader)
- Diane de Ghouy (moeder)
- Emmy Leemans (Mariella)
- Robert Van der Veken (Abel)
- Jeanine Schevernels (een meisje)
- Joris Collet, François Bernard, Walter Cornelis, Geert Lunskens, Marga Neirynck, Frans Van den Brande, Jo Crab, Jos Simons, Marc Leemans, Piet Bergers, Hilde Sacré, Ugo Prinsen & Leo Dewals (verdere medewerkenden)

## Inhoud
De auteur baseert zich op het verhaal van Kaïn en Abel en geeft er een actuele interpretatie aan. Kaïn is de oproermaker die ontevreden is met zichzelf en de wereld. Hij geniet de sympathie van de auteur. De goede Abel daarentegen heeft zich eigengereid in de wereld ingepast. De liefde die Kaïn voor  diens vrouw koestert, maakt het bloedige drama tussen de ongelijke broeders los...